# Macho Callahan
Pour plus de détails, voir Fiche technique et Distribution.
Macho Callahan est un film mexicano-américain réalisé par Bernard L. Kowalski, sorti en 1970.

## Synopsis
Macho Callahan, un tueur, s'échappe d'une prison de l'armée et part à la recherche de celui qui l'a fait enfermer. En chemin, il tue le colonel Mountford, un officier sudiste, dont la veuve Alexandra offre une récompense d'un millier de dollars à celui qui retrouvera Macho mort ou vif.

## Fiche technique
- Réalisation : Bernard L. Kowalski
- Scénario : Richard Carr et Cliff Gould
- Directeur de la photographie : Gerry Fisher
- Montage : Frank Mazzola, Jerry Taylor et Fabien Tordiman
- Musique : Pat Williams
- Genre : Western, Film d'action
- Pays :  Mexique /  États-Unis
- Durée : 99 minutes
- Date de sortie :
  -  États-Unis : 17 août 1970
  -  Allemagne de l'Ouest : 26 février 1971
  -  France : 7 juillet 1971
  -  Mexique : 2 septembre 1971

## Distribution
- David Janssen (VF : René Arrieu) : Diego « Macho » Callahan
- Jean Seberg (VF : Elle-même) : Alexandra Mountford
- Lee J. Cobb (VF : André Valmy) : Duffy
- James Booth (VF : Sady Rebbot) : Harry Wheeler
- Pedro Armendariz Jr. (VF : Gérard Hernandez) : Juan
- David Carradine (VF : Georges Poujouly) : Colonel David Mountford
- Bo Hopkins (VF : Jean-Pierre Dorat) : Yancy
- Anne Revere : Crystal
- Richard Anderson : l'officier
- Diane Ladd : la fille
- Steve Raines (VF : Claude Bertrand) : le barman

## Box office
- France (1971) : 157.886 spectateurs
- Espagne : 883.928 spectateurs

## Novélisation
Le scénario fait l'objet d'une novélisation sous le titre éponyme par Joe Millard.